# Serf

Miniatura d'una caplletra d'un manuscrit medieval mostrant un serf, amb un instrument de treball observant dos senyors, un noble i l'altre, eclesiàstic, que discuteixen

Durant l'edat mitjana, un serf era una persona que servia a un noble en condicions que, en l'actualitat, es considerarien properes a l'esclavitud. El noble tenia la potestat de decidir sobre la persona i els seus béns i els drets de servitud es podien traspassar entre els nobles. El terme serf (del llatí servus) designa una forma de vinculació social i jurídica, típica del feudalisme entre una persona, generalment un camperol, i un senyor feudal, i aquell queda subjecte al seu senyoriu.
El serf es diferencia de l'esclau perquè no pot ser venut, en general, separadament de la terra en la qual treballa, i jurídicament és una persona lliure. Tanmateix, els serfs renunciaven a aquesta llibertat per a rebre la protecció del seu senyor. Aquesta renúncia -l'adscripció- que a voltes es formalitzava mitjançant un acte jurídic fet davant de notari, derivà en l'establiment dels mals usos, privilegis dels senyors sobre el serf, que feien, de fet, pràcticament impossible la desvinculació d'aquest i una pèrdua gairebé absoluta de les plusvàlues del seu treball.
També s'ha d'evitar la usual confusió amb vassall, que està sotmès també a un senyor, però mitjançant una relació política i militar entre membres del mateix estament, és a dir: és un noble, o un eclesiàstic i, per tant, un privilegiat, mentre que el serf pertany al tercer estat, comú o populatxo.
Característic de la servitud d'un serf era el conjunt d'obligacions consignades, tals com la incapacitat del serf d'adquirir o vendre béns, sotmetiment a l'autoritat política, judicial i fiscal del senyor feudal, obligació de prestar serveis militars al seu senyor i el lliurament de part del seu treball o producte. La condició de serf era hereditària i no podia abandonar la seva terra sense el permís del seu senyor, usualment associat al pagament d'una quantitat econòmica com a compensació a la pèrdua patrimonial.
Normalment, quan predominava la servitud, la terra per si sola no podia ser venuda, perquè estava associada amb poders polítics, de la mateixa manera que el rei d'un país no podia vendre-la. En canvi, la terra es podia transmetre mitjançant la invasió en temps de guerra o matrimonis, sovint de conveniència. El colon no podia marxar o casar-se fora del latifundi sense el permís del senyor, i qualsevol nen de la colònia també era un colon. No obstant això, el senyor no podia expulsar els seus colons ni incrementar arbitràriament els seus lloguers i deures tradicionals. D'aquesta manera, el colon tenia alguna cosa segura, tot i la seva existència limitada. La gleva era el nom donat a la terra a la qual eren adscrits els serfs (serf de la gleva) i determinats colons.

## Orígens dels serfs
L'origen de la servitud es remunta als darrers anys de l'Imperi Romà. En les guerres de la crisi del segle iii, molts llauradors abandonaren o vengueren les seves terres, i la propietat recaigué en propietaris que, ajuntant-ne moltes, les convertiren en latifundis, i començaren a explotar-les mitjançant arrendataris (colons, coloni en llatí). Aquests arrendataris treballaven en aquestes terres una parcel·la per a la seva pròpia subsistència, pagant un lloguer, i a més devien treballar per al terratinent, posteriorment senyor, sense cobrar, en els seus camps privats per a la sembra i per a la collita. Mitjançant aquest acord, no pagaven directament els tributs de la terra, fent-ho, teòricament el senyor feudal. També, en certes zones, es creà com una forma de protecció militar dels camperols lliures, en acceptar aquests sotmetre's a un senyor a canvi del seu treball o productes agrícoles com a forma de tributació. A causa dels térmens del lloguer i el deteriorament de l'economia romana, el colon fou incapaç de pagar les seves rendes i estigué limitat a les propietats pel deute.